# Alexander Veljanov

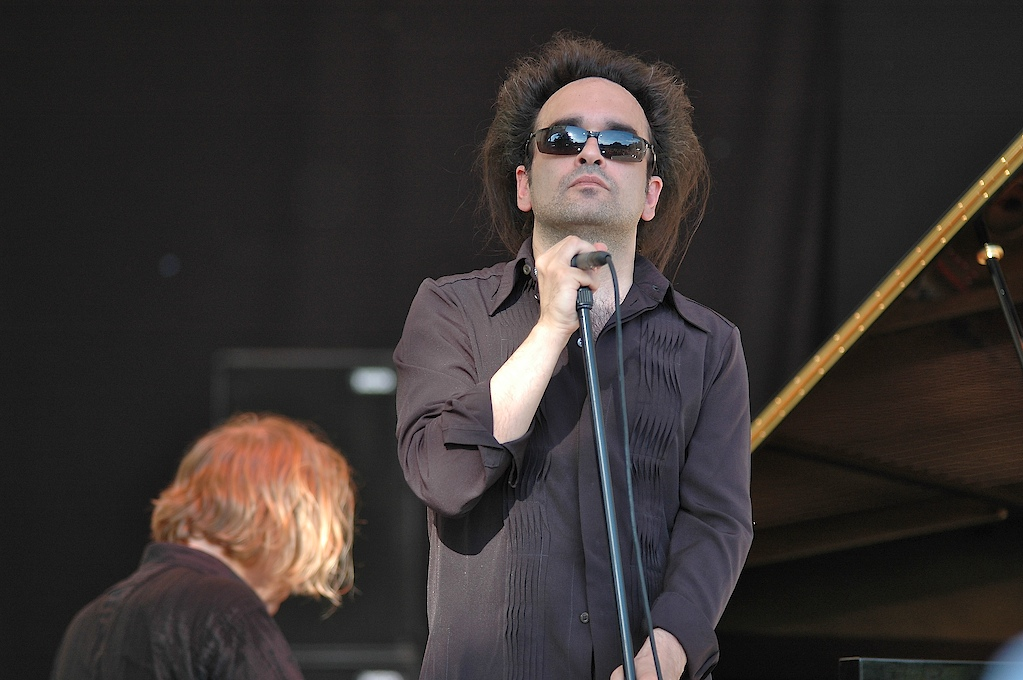
Alexander Veljanov, 15. Juli 2006 in Hannover, Konzert der Band Deine Lakaien

Alexander Veljanov (* 1965 in Ohrid, SR Mazedonien, SFR Jugoslawien) ist ein nordmazedonisch-deutscher Sänger der Band Deine Lakaien, die er 1985 zusammen mit Ernst Horn gründete.

## Leben
Der aus Ohrid (Jugoslawien, heute Nordmazedonien) stammende Veljanov studierte Theater- und Filmwissenschaften in München und Berlin, bis er 1991 das Studium abbrach, um sich gänzlich der Musik und Deine Lakaien zu widmen. Veljanov war bis 1993 auch Sänger der Berliner Band Run Run Vanguard. Veljanov arbeitet als Sänger, Texter und Songwriter nicht nur für sein Hauptbetätigungsfeld Deine Lakaien, sondern ist auch in Neben- und Soloprojekten sowie als Gastsänger bei anderen Künstlern und Bands tätig.
Alexander Veljanov lebt und arbeitet in Berlin, München und London. Er gilt als sehr auf die Wahrung seiner Privatsphäre bedacht, spricht in Interviews wenig über seine Lebensumstände.

## Diskografie
- 1993: Suck Success (Run Run Vanguard)

### Solo
- 1998: Veljanov – Secrets of the Silver Tongue (Album)
- 1998: Veljanov – The Man With a Silver Gun (MCD)
- 1998: Veljanov – Past and Forever (MCD)
- 2001: Veljanov – The Sweet Life (Album)
- 2001: Veljanov – Fly Away (MCD)
- 2006: Edgar Allan Poe Projekt – Visionen (Double Album CD2) „Lied Für Annabel Lee“
- 2008: Veljanov – Nie mehr/Königin aus Eis (MCD)
- 2008: Veljanov – Porta Macedonia (Album)

### Mitwirkung
- 1991: The Perc Meets the Hidden Gentleman – Lavender (Album), „The Composition of Incense“
- 1993: Das Holz mit Veljanov – Beitrag zum Sampler „The Lizard King: A Tribute to Jim Morrison Wave & Electro Cover Versionen“, „Spanish Caravan“
- 1994: Estampie – Ludus Danielis (Album), „Abacuc“
- 1995: Sleeping Dogs Wake – Hold me under the Stars (MCD), „Hold me“
- 1996: Estampie – Crusaders (Album), „Ahi, amors“, „Chaterai por mon corage“, „Imperator Rex Greacorum“, „Maugréz tous sainz“, „Palästinalied“, „Quant amors trobet partir“
- 1998: Das Holz – Drei (Album), „Alice“ + „Jolene“
- 2000: Estampie – Ondas (Album), „O Fortuna“
- 2002: Stendal Blast – Nur ein Tag (MCD)
- 2004: Schiller – Leben (Album), „Desire“